# Globularia vulgaris
Globularia vulgaris L.  es una planta ornamental en la familia Plantaginaceae. 

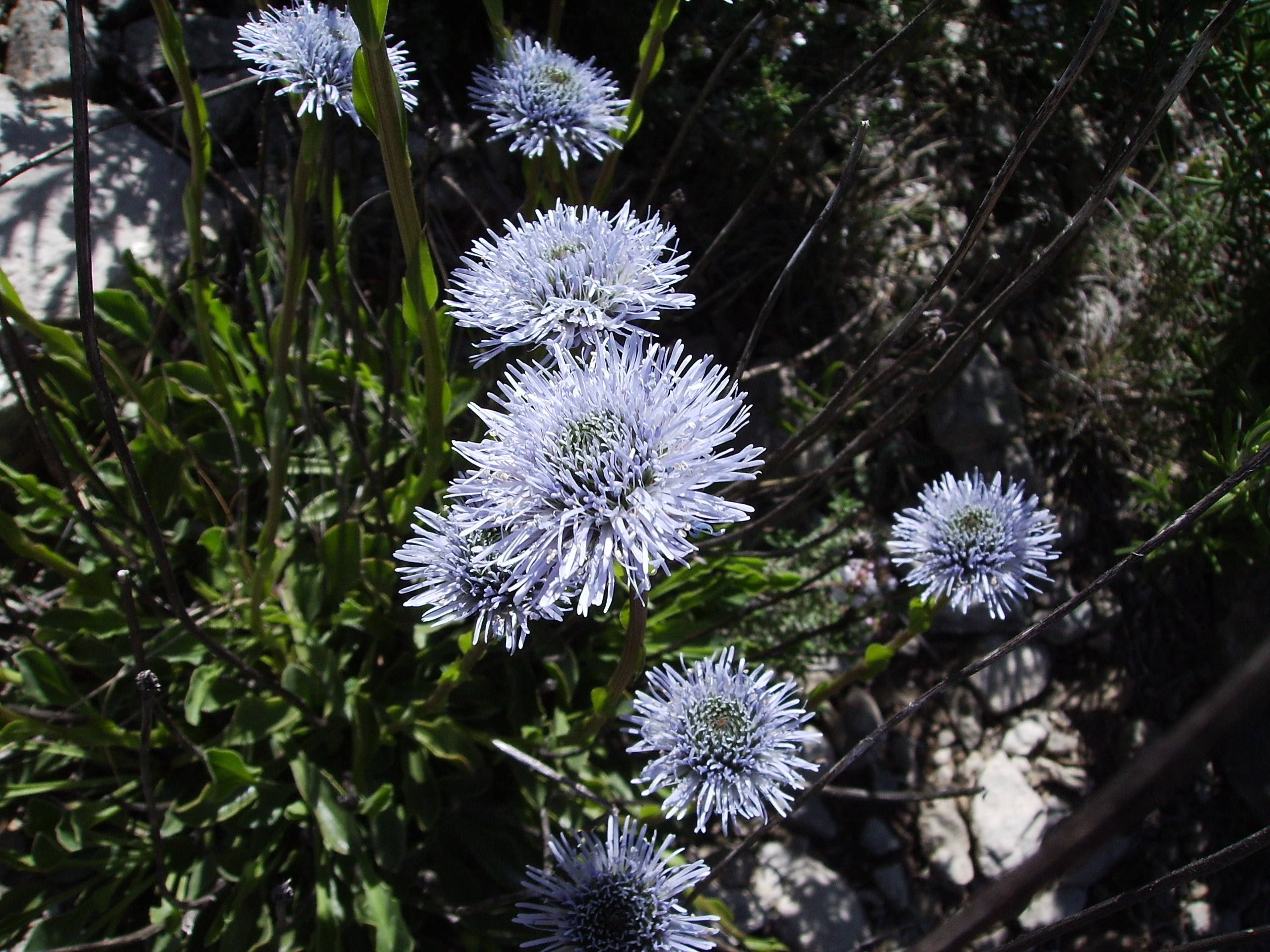
Detalle de las flores

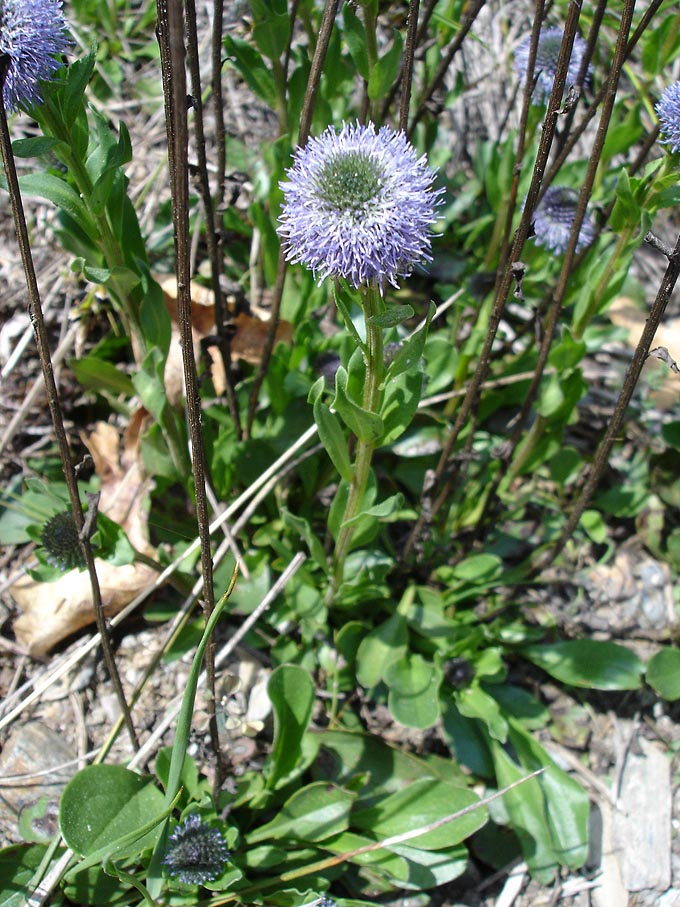
Vista de la planta

## Hábitat
Son naturales de Europa central y meridional y amplias zonas de Asia, donde crece en lugares secos y soleados de llanuras y montañas.

## Descripción
Es un subarbusto perenne ramoso que alcanza 10-60 cm de altura. Las hojas están dispuestas en la base en forma de roseta, son abovadas o lanceoladas, coriáceas y de color verde grisáceo con pequeñas glandulitas de color blanco. Las flores son globulosas y solitarias de un color azul vivo. El fruto es un pequeño aquenio.

## Propiedades
- Es un purgante aunque menos enérgico que el alipo.
- También es usado como depurativo.

## Taxonomía
Globularia punctata fue descrita por Philippe-Isidore Picot de Lapeyrouse  y publicado en Species Plantarum 95. 1753.
Etimología
Globularia: nombre genérico del latín y que según Clusio, Rariorum aliquot stirpium, per Pannoniam (1583), nombre entre los botánicos de una planta claramente referible al género Globularia L. (Globulariáceas), a no dudar alusivo a la forma globosa de las inflorescencias –lat. globulus = glóbulo, globito, bolita; diminutivo de lat. globus; y de -aria = sufijo que indica relación, en sentido amplio.
punctata: epíteto latíno que significa "con puntos o manchas"
Sinonimia
- Globularia adolphi Sennen
- Globularia aphyllanthes Crantz
- Globularia bolosii Sennen
- Globularia cambessedesii subsp. hispanica Willk.
- Globularia cambessedesii Willk.
- Globularia castellana Sennen
- Globularia linifolia Lam.
- Globularia linnaei Rouy
- Globularia spinosa var. minor Willk.
- Globularia valentina Willk.[4]
- Globularia bisnagarica L.
- Globularia caespitosa Ortega ex A.DC.
- Globularia collina Salisb.
- Globularia multicaulis Ten. ex Nyman
- Globularia pungens Pourr. ex Willk. & Lange
- Globularia suecica Nyman[5]

## Nombres comunes
- Castellano: botón de pobre, cabezuelas, cepillo, colubaria, coronilla de fraile, globularia, globularia azul, globularia mayor, hierba negra, salseta de pastor, siemprenjuta, zurrón. Altoaragonés: cabezuelas, colubaria, salseta de pastor, yerba negra. Aragonés: cabezuelas, colubaria, hierba negra, salseta de pastor.[6]